# 黑點毒蛾
黑點毒蛾（学名：Euproctis alikangiae）为毒蛾科黃毒蛾屬下的一个种。